# Itcha Mountain
Itcha Mountain är en av de två huvudsakliga vulkaniska topparna i Itcha Range som ligger i Chilcotin District i Central Interior i British Columbia, Kanada. Den ligger i Anahim Volcanic Belt som bildades när den nordamerikanska kontinentalplattan flyttades över en hetfläck, liknande den vid Hawaiiöarna. Anahim Volcanic Belt inkluderar andra omedelbart närliggande områden, bergskedjorna Rainbow och Ilgachuz Range. Itcha Mountain ligger 42 km nordost om Anahim Lake och två km nordost om Mount Downton, en annan topp i bergskedjan Itcha Range. Båda dessa toppar ligger inom Itcha Ilgachuz Provincial Park som även Far Mountain gör, parkens högsta topp.
Berget namngavs efter Itcha Range som är en av flera stora sköldvulkaner som står enskilt.